# Clayton megye (Iowa)
Clayton megye az Amerikai Egyesült Államokban, azon belül Iowa államban található. Lakosainak száma 17 043 fő (2020. április 1.). Clayton megye Allamakee, Delaware, Crawford, Buchanan, Grant, Fayette, Dubuque és Winneshiek megyékkel határos.

## Népesség
A megye népessége az elmúlt években az alábbi módon változott:
| Lakosok száma | 18 090 | 17 989 | 17 911 | 17 773 | 17 644 | 17 043 |
|               | 2010   | 2011   | 2012   | 2013   | 2015   | 2020   |